# Abadía de Melk
La Abadía de Melk o Stift Melk es una abadía benedictina sita en Melk, Austria, uno de los monasterios cristianos más famosos del mundo. Domina el Danubio desde lo alto de un acantilado rocoso, próximo al valle de Wachau.

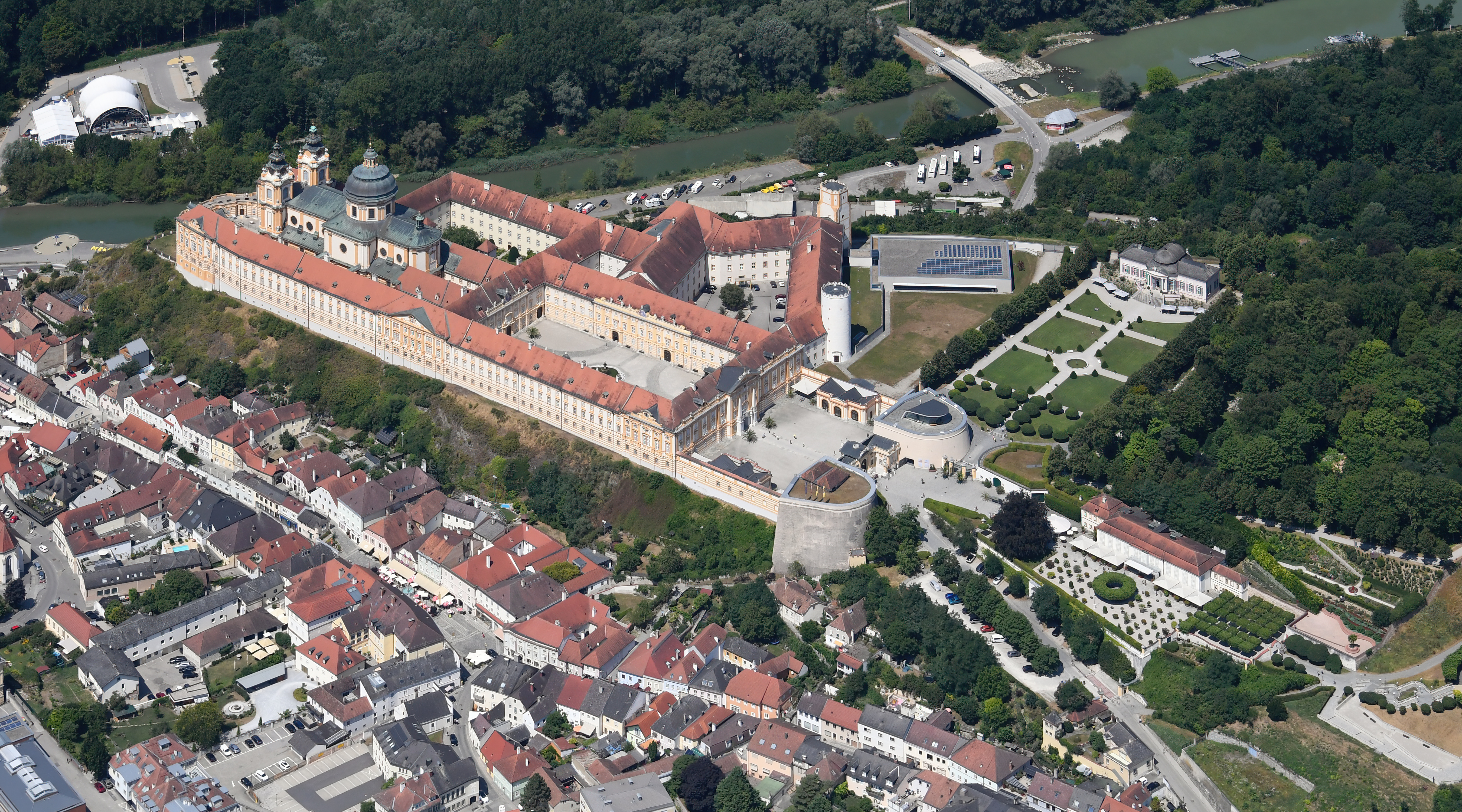
Vista aérea de la Abadía de Melk y su parque

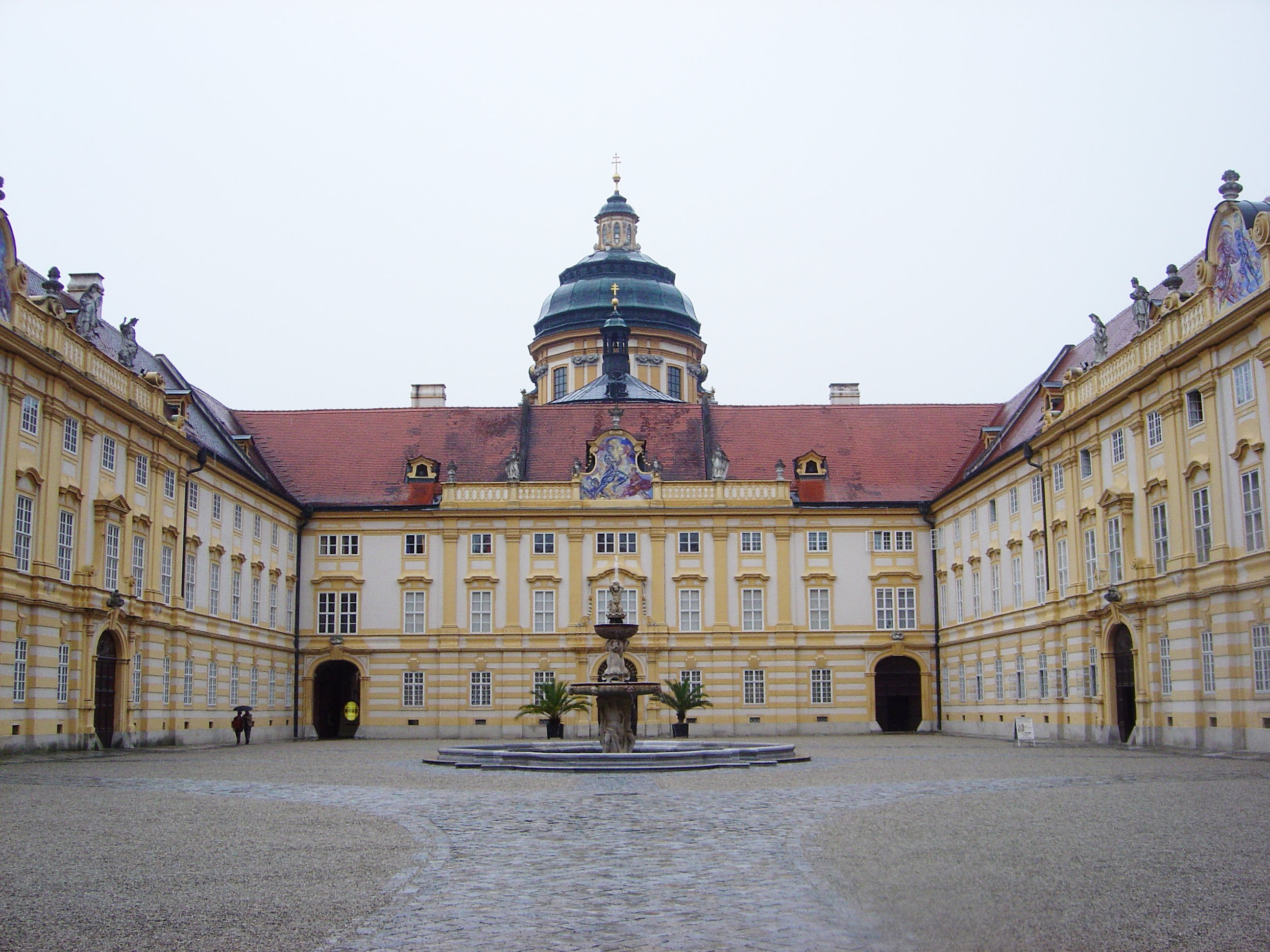
Patio de la Abadía.

Fue fundada en 1089, cuando Leopoldo II, entregó uno de sus castillos a los monjes benedictinos de la Abadía de Lambach. En el siglo XII creó la escuela y la biblioteca de la abadía, esta última alcanzó rápidamente renombre por su extensa colección de manuscritos. El monasterio fue también un referente en la producción de manuscritos. En el siglo XV la abadía se convirtió en el centro de la Reforma de Melk, un movimiento que devolvió cierto vigor a la vida monástica de Austria y el sur de Alemania. Desde 1625 la abadía ha sido miembro de la Congregación Austríaca, actualmente incluida en la Confederación Benedictina.

## Reforma barroca

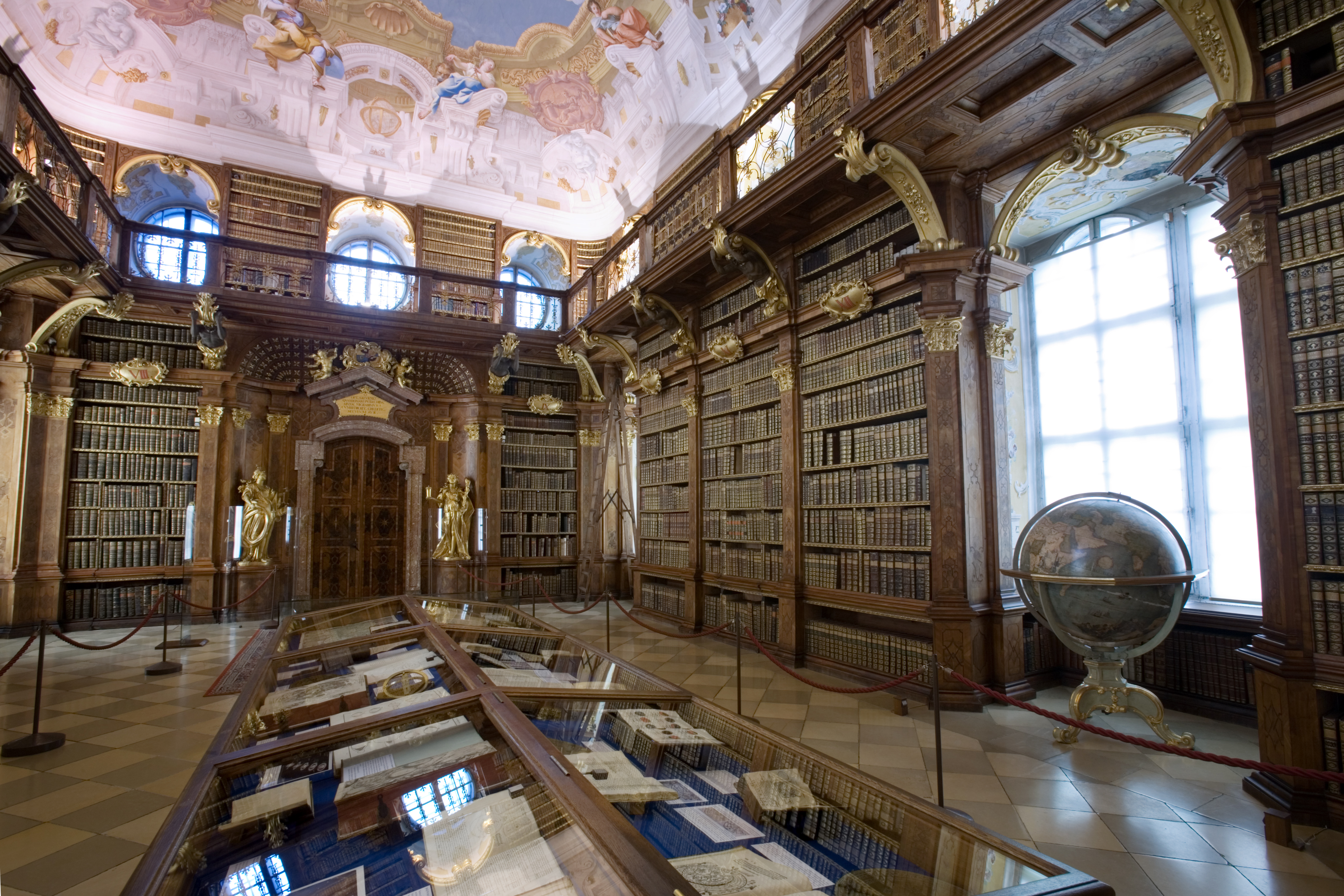
Biblioteca.

La Abadía de Melk consiguió su impresionante aspecto barroco actual entre 1702 y 1736, tras la reforma dirigida por el arquitecto Jakob Prandtauer. Son particularmente destacables la iglesia de la abadía, con frescos de Johann Michael Rottmayr, y la magnífica biblioteca, con incontables manuscritos medievales y frescos de Paul Troger.
Debido a su fama y nivel académico, Melk consiguió escapar a la disolución bajo José II, emperador del Sacro Imperio Romano Germánico, mientras que muchas otras abadías austríacas fueron confiscadas y disueltas entre 1780 y 1790. La abadía logró sobrevivir otras amenazas a su existencia durante las Guerras Napoleónicas, e incluso en el periodo siguiente al Anschluss, la anexión nazi de Austria en 1938.
La escuela de la abadía volvió a funcionar tras la Segunda Guerra Mundial y actualmente cuenta con cerca de novecientos estudiantes de ambos sexos.
La abadía de Melk fue seleccionada recientemente como motivo central de una moneda de coleccionismo del alto valor: un euro de plata acuñado en abril de 2007. El anverso muestra una vista de la fachada de la iglesia de la abadía y sus dos alas laterales. Pueden observarse las torres barrocas gemelas y el gran domo de la iglesia tras ellas.
Umberto Eco llamó Adso de Melk a uno de los protagonistas de su famosa novela El nombre de la rosa, como tributo a la abadía y a su famosa biblioteca.